# Quasinegatorischer Unterlassungsanspruch
Der quasinegatorische Unterlassungsanspruch ist ein in Deutschland von der Rechtsprechung geschaffener Anspruch, mit dem Störungen absoluter Rechte (zum Beispiel: Gesundheit, allgemeines Persönlichkeitsrecht) abgewehrt werden können, indem die Unterlassung einer drohenden Störung verlangt und klageweise geltend gemacht werden kann. Der Anspruch wird auf eine Analogie zu einigen gesetzlich geregelten Unterlassungsansprüchen gestützt.

## Anwendung
Wenn in das Eigentum auf andere Weise als durch Entzug eingegriffen wird, kann der Eigentümer auf Unterlassung klagen, vgl. § 1004 BGB (actio negatoria oder negatorischer Unterlassungsanspruch). Andere Unterlassungsansprüche ergeben sich für das Namensrecht aus § 12 BGB und für die Besitzstörung aus § 862 BGB.
Für etliche sonstige absolute Rechte gibt es keinen ausdrücklich geregelten Unterlassungsanspruch. Dies würde zu dem Ergebnis führen, dass solche absoluten Rechte und auch deliktisch geschützte Rechtsgüter (das heißt Rechtsgüter, deren Schutz § 823 Abs. 2 BGB bezweckt) zwar für den Fall der Verletzung von einem Schadensersatzanspruch geschützt sind, aber eine Abwehr der Beeinträchtigung im Vorfeld nicht verlangt werden kann. Der Betroffene müsste also eine Verletzung seiner Rechte dulden und könnte erst im Anschluss Ersatzansprüche geltend machen. Dies kann vom Gesetzgeber erkennbar nicht gewollt sein.
Um dem zu begegnen, wendet die Rechtsprechung § 1004 Abs. 1 Satz 2 BGB analog in Verbindung mit einer schutzgewährenden Norm an.
Beispiele hierfür sind § 1004 Abs. 1 Satz 2 analog, § 823 Abs. 1 BGB für die in § 823 Abs. 1 genannten Rechtsgüter oder § 1004 Abs. 1 Satz 2 BGB analog in Verbindung mit dem allgemeinen Persönlichkeitsrecht des Art. 2 Abs. 1 GG i. V. m. Art. 1 Abs. 1 GG. Nach heute überwiegender Auffassung sind alle absoluten Rechte geschützt.
Voraussetzung für die Bejahung eines solchen Anspruchs ist eine rechtswidrige Beeinträchtigung des Schutzgutes.